# Franček
Franček je  moško osebno ime.

## Izvor imena
Ime Franček je različica moškega osebnega imena Frančišek.

## Pogostost imena
Po podatkih Statističnega urada Republike Slovenije je bilo na dan 31. decembra 2007 v Sloveniji število moških oseb z imenom Franček: 71.